# Avenida Eliodoro Yáñez
La Avenida Eliodoro Yáñez es una vía ubicada en la comuna de Providencia, en la ciudad de Santiago de Chile. Nació como avenida Las Lilas y su nombre actual —asignado mediante la ley 7767 del 28 de febrero de 1944— es en recuerdo de Eliodoro Yáñez Ponce de León, abogado y fundador del diario La Nación.
Esta avenida corre desde el canal San Carlos y recorre casi la totalidad de la comuna de Providencia hasta el Puente del Arzobispo. Tiene un sentido único oriente-poniente.
Conserva mucha de la arquitectura de mediados del siglo XX, época intensa para la comuna, y su centro es la plaza Las Lilas.